# Goveja juha
Goveja juha je tradicionalna slovenska jed, ki se jo pripravi iz dobrega kosa govejega mesa, za boljši okus se dodajo tudi kosti in jušna zelenjava: korenje, čebula, navadna zelena, por, česen, peteršilj ter ostale začimbe po okusu. Postreže se jo kot bistro juho, ki deluje krepčilno, ali pa vkuhamo rezance, riž ali dodamo jušne kroglice.
Sestavlja tipično nedeljsko kosilo poleg praženega krompirja ter mesa in zelenjave iz juhe.
Goveja juha izhaja iz avstrijske jedi tafelspitz, kjer v goveji juhi plavajo kosi mesa in zelenjave.